# Gymnastik vid olympiska sommarspelen 1996
Gymnastiken vid de olympiska sommarspelen 1996 i Atlanta bestod av 16 grenar fördelade på två olika discipliner, artistisk gymnastik och rytmisk gymnastik. Tävlingarna i artistisk gymnastik avgjordes i Georgia Dome och tävlingarna i rytmisk gymnastik avgjordes i Stegeman Coliseum.

## Medaljörer

### Artistisk gymnastik

#### Herrar
| Event                   | Guld | Silver                                                                                    | Brons |
| Mångkamp, lag detaljer  | Ryssland Sergej Charkov Nikolaj Krjukov Aleksej Nemov Jevgenij Podgornyj Dmitrij Trusj Dmitrij Vasilenko Aleksej Voropajev | Kina Fan Bin Fan Hongbin Huang Huadong Huang Liping Li Xiaoshuang Shen Jian Zhang Jinjing | Ukraina Ihor Korobtjynskyj Oleg Kosiak Hryhorij Misiutin Vladimir Sjamenko Rustam Sjaripov Oleksandr Svetlitjnj Juri Jermakov |
| Mångkamp, ind. detaljer | Li Xiaoshuang Kina | Aleksej Nemov Ryssland                                                                    | Vitalj Sjtjerba Belarus |
| Fristående detaljer     | Ioannis Melissanidis Grekland                                                                                              | Li Xiaoshuang Kina                                                                        | Aleksej Nemov Ryssland |
| Bygelhäst detaljer      | Li Donghua Schweiz | Marius Urzică Rumänien                                                                    | Aleksej Nemov Ryssland |
| Ringar detaljer         | Yuri Chechi Italien | Szilveszter Csollány Ungern                                                               | Ingen utsedd |
| Ringar detaljer         | Yuri Chechi Italien | Dan Burincă Rumänien                                                                      | Ingen utsedd |
| Hopp detaljer           | Aleksej Nemov Ryssland | Yeo Hong-Chul Sydkorea                                                                    | Vitalj Sjtjerba Belarus |
| Barr detaljer           | Rustam Sjaripov Ukraina | Jair Lynch USA                                                                            | Vitalj Sjtjerba Belarus |
| Räck detaljer           | Andreas Wecker Tyskland | Krasimir Dunev Bulgarien                                                                  | Vitalj Sjtjerba Belarus |
| Räck detaljer           | Andreas Wecker Tyskland | Krasimir Dunev Bulgarien                                                                  | Fan Bin Kina |
| Räck detaljer           | Andreas Wecker Tyskland | Krasimir Dunev Bulgarien                                                                  | Aleksej Nemov Ryssland |

#### Damer
| Event                   | Guld                                                                                                  | Silver | Brons                                                                                                   |
| Mångkamp, lag detaljer  | USA Amanda Borden Amy Chow Dominique Dawes Shannon Miller Dominique Moceanu Jaycie Phelps Kerri Strug | Ryssland Elena Dolgopolova Rozalia Galijeva Elena Grosjeva Svetlana Chorkina Dina Kottjetkova Jevgenija Kuznetsova Oksana Liapina | Rumänien Simona Amânar Gina Gogean Ionela Loaieș Alexandra Marinescu Lavinia Miloșovici Mirela Țugurlan |
| Mångkamp, ind. detaljer | Lilia Podkopajeva Ukraina                                                                             | Gina Gogean Rumänien | Simona Amânar Rumänien                                                                                  |
| Mångkamp, ind. detaljer | Lilia Podkopajeva Ukraina                                                                             | Gina Gogean Rumänien | Lavinia Miloșovici Rumänien                                                                             |
| Hopp detaljer           | Simona Amânar Rumänien                                                                                | Mo Huilan Kina | Gina Gogean Rumänien                                                                                    |
| Barr detaljer           | Svetlana Chorkina Ryssland                                                                            | Bi Wenjing Kina | Ingen utsedd                                                                                            |
| Barr detaljer           | Svetlana Chorkina Ryssland                                                                            | Amy Chow USA | Ingen utsedd                                                                                            |
| Bom detaljer            | Shannon Miller USA                                                                                    | Lilia Podkopajeva Ukraina | Gina Gogean Rumänien                                                                                    |
| Fristående detaljer     | Lilia Podkopajeva Ukraina                                                                             | Simona Amânar Rumänien | Dominique Dawes USA                                                                                     |

### Rytmisk gymnastik
| Event                 | Guld | Silver                                                                                            | Brons |
| Trupp detaljer        | Spanien Estela Giménez Cid Marta Baldó Marín Nuria Cabanillas Provencio Lorena Guréndez García Estíbaliz Martínez Yerro Tania Lamarca Celada | Bulgarien Ina Delcheva Valentina Kevlian Maria Koleva Maja Tabakova Ivelina Taleva Viara Vatatjka | Ryssland Jevgenija Botjkarjova Irina Dzyuba Julija Ivanova Jelena Krivosjej Olga Sjtjrenko Angelina Jusjkova |
| Individuellt detaljer | Ekaterina Serebrianskaja Ukraina | Janina Batyrsjina Ryssland                                                                        | Elena Vitritjenko Ukraina                                                                                    |

## Medaljtabell
| Pl.    | Nation    | Guld | Silver | Brons | Totalt |
| ------ | --------- | ---- | ------ | ----- | ------ |
| 1      | Ukraina   | 4    | 1      | 2     | 7      |
| 2      | Ryssland  | 3    | 3      | 4     | 10     |
| 3      | USA       | 2    | 2      | 1     | 5      |
| 4      | Rumänien  | 1    | 4      | 5     | 10     |
| 5      | Kina      | 1    | 4      | 1     | 6      |
| 6      | Spanien   | 1    | 0      | 0     | 1      |
| 6      | Tyskland  | 1    | 0      | 0     | 1      |
| 6      | Grekland  | 1    | 0      | 0     | 1      |
| 6      | Italien   | 1    | 0      | 0     | 1      |
| 6      | Schweiz   | 1    | 0      | 0     | 1      |
| 11     | Bulgarien | 0    | 2      | 0     | 2      |
| 12     | Sydkorea  | 0    | 1      | 0     | 1      |
| 12     | Ungern    | 0    | 1      | 0     | 1      |
| 14     | Belarus   | 0    | 0      | 4     | 4      |
| Totalt | Totalt    | 16   | 18     | 17    | 51     |